# توماس بيركنز
توماس بيركنز (19 ديسمبر 1870 - 26 يوليو 1946) (بالإنجليزية: Thomas Perkins)‏ هو مدرس ‏ ولاعب كريكت بريطاني (وحمل سابقاً جنسية المملكة المتحدة لبريطانيا العظمى وأيرلندا).

## وصلات خارجية
- توماس بيركنز على موقع إي آس بي آن كريك إنفو (الإنجليزية)